# Son plus grand amour
Pour plus de détails, voir Fiche technique et Distribution.
Son plus grand amour (Il suo più grande amore) est un mélodrame biographique italien réalisé par Antonio Leonviola et sorti en 1956.
Le film retrace la vie de Sainte Rita de Cascia, qui avait déjà été transposée au cinéma treize ans auparavant dans un film également réalisé par Leonviola, Rita da Cascia.

## Fiche technique
- Titre français : Son plus grand amour[1]
- Titre original italien : Il suo più grande amore[2]
- Réalisateur : Antonio Leonviola
- Scénario : Antonio Leonviola, Edoardo Anton
- Photographie : Bitto Albertini
- Montage : Nino Baragli
- Musique : Angelo Francesco Lavagnino
- Décors : Vittorio Valentini
- Costumes : Marina Arcangeli (it)
- Société de production : Glomer Film
- Pays de production :  Italie
- Langue originale : italien
- Format : Noir et blanc et couleur - 2,35:1 - Son mono - 35 mm
- Durée : 82 minutes
- Genre : Mélodrame biographique
- Dates de sortie :
  - Italie : 14 avril 1956
  - France : 10 octobre 1960

## Distribution
- Nuri Neva Sangro : Rita de Cascia
- Rolf Tasna (it) : Paolo Di Ferdinando
- Fanny Landini : fille de la taverne
- Nadia Marlowa : Francesca
- Isa Querio : la mère de Rita
- Ennio Girolami : Giangiacomo
- Giulio Donnini : le pèlerin
- Walter Santesso : Paolo
- Emilio Petacci : Antonio de Cascia
- Mauro Lanciani : Paolo Maria
- Elisa Mainardi : femme noble
- Mario Steni : Frère Ginepro